# Гипербарическая сварка

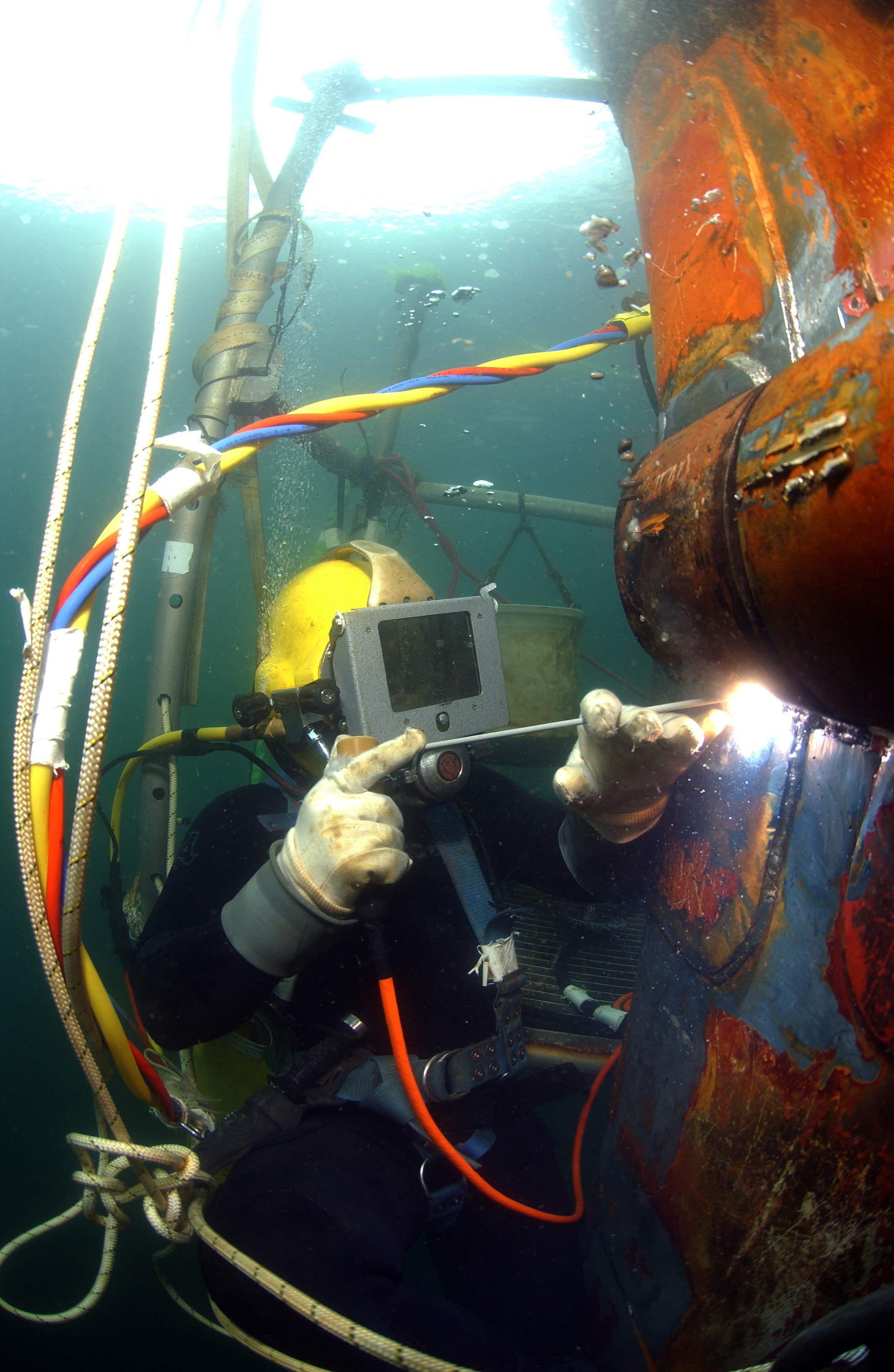
ВодолазВМФ на работе.

Гипербарическая сварка — процесс сварки при повышенных давлениях, проводится обычно под водой. 
Гипербарическая сварка может происходить в воде или быть сухой, то есть внутри специально построенной камеры в сухой среде.
Применение гипербарической сварки разнообразно — она используется для ремонта судов, морских нефтяных платформ и трубопроводов.
Сталь является самым распространенным материалом для гипербарической сварки.

## История
Подводная гипербарическая сварка была изобретена советским металлургом Константином Хреновым в 1932 году.

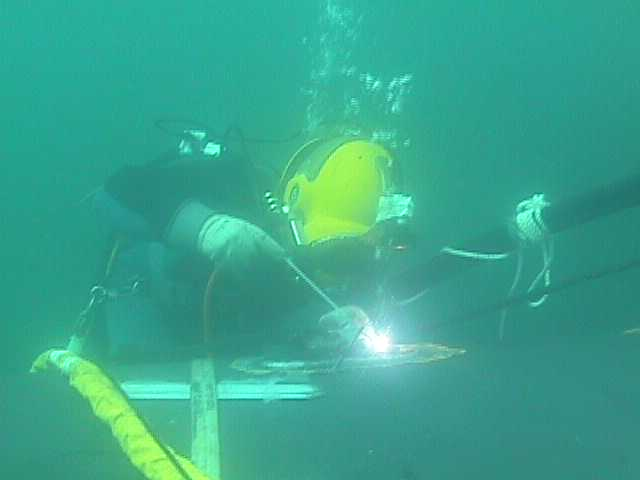
Подводная сварка

## Применение
Подводная сварка применяется для ремонта судов, морских нефтяных платформ и трубопроводов в речных и морских средах.

## Сухая сварка
Сухая сварка проводится в сухой глубоководной камере или в мобильном сухом боксе при повышенном давлении в камере с заполнением газовой смесью.
Большинство процессов дуговой сварки, таких как ручная дуговая сварка (РДС), порошковая дуговая сварка, сварка неплавящимся электродом (аргонодуговая), дуговая сварка в защитных газах (MIG-сварка), плазменная сварка  могут проходить при повышенном давлении. При этом чаще применяется сварка неплавящимся электродом. Изменения в процессе сварки при  повышенном давлении связаны с процессами в дуге.
Повышенное давление в камере оказывает влияет на химический состав наплавленного металла за счет уменьшения диаметра катодного и анодного пятна дуги по причине сжатия столба дуги.

## Мокрая сварка
Мокрая подводная сварка ведется непосредственно в воде. При этом используется водонепроницаемый электрод.  Процесс сварки  ограничивается  водородным охрупчиванием металла.
Электрическая дуга нагревает заготовку и электрод, при этом расплавленный металл переносится на заготовки за счет газового пузыря вокруг дуги.  Газовый пузырь частично образуется от распада флюсового покрытия на электроде. Ток индуцирует перенос капель металла от электрода к обрабатываемой поверхности, что позволяет вести сварку. Шлаки на поверхности шва  замедляют скорость охлаждения, однако быстрое охлаждение является одной из самых больших проблем в производстве качественной подводной сварки.
При сварке применяются обычные источники питания с переменным или постоянным током. При этом желательно применять постоянный ток, сила которого варьируется в пределах 180 А – 220 А при напряжении дуги до 35 В.

## Опасности и риски
Опасности подводной сварки включают риск поражения электрическим током. Чтобы не допустить этого, сварочное оборудование должно быть адаптировано к морской среде.
Водолазные работы также должны учитывать профессиональные вопросы безопасности, в частности, риск возникновения декомпрессионной болезни из-за повышенного давления дыхательных газов.

## Внешние ссылки
- Методы подводной сварки: сравнительный анализ
- Основные проблемы подводной сварки